# 宋宦勳
宋宦勳（1930年12月7日—2008年1月4日），台灣棒球選手、教練，客家人。
曾入選第1屆與第2屆亞洲棒球錦標賽國家隊成員，也擔任過台電棒球隊教練，1960年代赴屏東指導美和青少棒隊，有不少知名球員都被他教過。

## 經歷
- 高雄中學棒球隊[2]
- 天香味寶隊
- 中華職棒味全龍隊總教練
- 中華職棒球探組組長

## 外部連結
- 宋宦勳在台灣棒球維基館上的頁面（繁體中文）